# Archidiocèse de Fortaleza
L'archidiocèse de Fortaleza (en latin, Archidioecesis Fortalexiensis) est une circonscription ecclésiastique de l'Église catholique au Brésil.
Son siège se situe dans la ville de Fortaleza, capitale de l'État du Ceará. 
Depuis 2023, son archevêque est Gregório Ben Lâmed Paixão Neto (pt), O.S.B.. 